# Classe North Carolina
La classe North Carolina fu una classe di navi da battaglia della United States Navy, composta da due unità entrate in servizio nel 1941. Prime corazzate costruite dagli Stati Uniti d'America dopo il periodo della prima guerra mondiale, le North Carolina furono il frutto di un lungo processo di progettazione sviluppatosi tra il 1935 e il 1937, che vide il succedersi di un gran numero di disegni e proposte nel tentativo di realizzare l'unità dotata delle migliori caratteristiche in fatto di armamento, protezione e velocità ma che al tempo stesso rientrasse nei limiti massimi di dislocamento imposti dai trattati dell'epoca in materia di armamenti navali. Il progetto definitivo finì con il dare prevalenza alla potenza dell'armamento sacrificando in suo favore tanto la velocità quanto il livello di protezione.
Sia la USS North Carolina che la gemella USS Washington furono intensamente impegnate nel corso della seconda guerra mondiale contro i giapponesi sul fronte del Pacifico. La North Carolina prese parte alla campagna di Guadalcanal subendo gravi danni il 15 settembre 1942 in un siluramento da parte di un sommergibile giapponese; riparata, la nave servì come scorta ai gruppi di portaerei della United States Pacific Fleet e in appoggio agli assalti anfibi durante la campagna delle isole Gilbert e Marshall, la campagna delle isole Marianne e Palau, la campagna delle Filippine e la battaglia di Okinawa. Dopo un breve periodo di servizio sul fronte dell'Artico, anche la Washington operò durante la campagna di Guadalcanal e, il 15 novembre 1942, durante la seconda battaglia navale di Guadalcanal affondò la corazzata giapponese Kirishima in uno dei rari combattimenti diretti tra opposte navi da battaglia sul fronte del Pacifico; in seguito, come la gemella anche la Washington operò in appoggio alle invasioni anfibie nelle Marshall, nelle Marianne e durante la campagna delle isole Vulcano e Ryūkyū.
Entrambe le unità furono poste in disarmo nel giugno 1947 e quindi radiate dal servizio nel giugno 1960. La Washington fu avviata alla demolizione, mentre la North Carolina fu acquistata dallo Stato della Carolina del Nord ed è stata preservata come nave museo in esposizione permanente nel porto di Wilmington.

## Il progetto

### Antefatti
Dopo la conclusione della prima guerra mondiale, diverse marine militari avevano continuato a espandere i loro programmi di nuove costruzioni navali già avviati allo scoppio delle ostilità. Il programma navale del 1916 degli Stati Uniti aveva previsto la costruzione di sei nuovi incrociatori da battaglia della classe Lexington e cinque nuove navi da battaglia tipo "dreadnought" della classe South Dakota, ma nel dicembre 1918 l'amministrazione del presidente Thomas Woodrow Wilson approvò invece la costruzione di ulteriori dieci dreadnought e sei incrociatori da battaglia. Tra il 1919 e il 1920 il General Board of the United States Navy (l'ente consultivo della Marina statunitense) avanzò la proposta per un più piccolo ma ancora significativo piano di acquisizioni per il periodo successivo al completamento del programma del 1916: in particolare, il General Board proposte l'acquisizione di due dreadnought e un incrociatore da battaglia per l'anno fiscale 1921, e tre dreadnought, un incrociatore da battaglia, quattro portaerei e trenta cacciatorpediniere per il periodo compreso tra l'anno fiscale 1922 e l'anno fiscale 1924. Nel frattempo, il Regno Unito era allo stadio finale dell'ordine di otto nuove unità di prima linea: gli incrociatori da battaglia della classe G3 (il primo dei quali fu impostato nel 1921) e le dreadnought della classe N3 (la cui costruzione era in programma per il 1922). L'Impero giapponese aveva approvato nel 1920 la realizzazione di un programma "8 più 8", volto alla realizzazione di otto nuove dreadnought delle classi Nagato, Tosa e Kii e altrettanti incrociatori da battaglia delle classi Amagi e Numero 13; secondo il programma, in ogni singolo anno fino al 1928 sarebbero state impostate due nuove unità tra quelle programmate.
Visti i costi economici sbalorditivi che simili programmi di costruzioni navali imponevano, il Segretario di Stato degli Stati Uniti d'America Charles Evans Hughes invitò a Washington i rappresentanti delle maggiori potenze navali dell'epoca (oltre a Regno Unito e Giappone anche Francia e Regno d'Italia) per discutere e, sperabilmente, porre fine a una simile corsa globale agli armamenti navali. La conferenza navale di Washington aperta il 12 novembre 1921 portò quindi alla stipula, il 6 febbraio 1922, del corrispondente trattato navale di Washington: tra le altre previsioni, il trattato impose limiti dimensionali alle nuove navi da battaglia, pari a 35 000 long ton (36 000 tonnellate) come dislocamento standard massimo, e al calibro delle bocche da fuoco imbarcate, obbligatoriamente non superiore ai 16 inch (406 mm); il trattato inoltre impose alle cinque potenze firmatarie una "vacanza navale" di dieci anni nel corso della quale non era consentito avviare la costruzione di alcuna nuova nave da battaglia o incrociatore da battaglia, oltre a vietare il rimpiazzo di ogni unità già esistente prima che fossero passati venti anni dal suo completamento. Il secondo trattato navale di Londra, siglato il 25 marzo 1936 ma solo tra Stati Uniti, Regno Unito e Francia, riconfermò gran parte delle clausole del trattato navale di Washington ma restrinse ulteriormente il limite del calibro massimo dei cannoni a 14 inch (356 mm).

### Il primo progetto

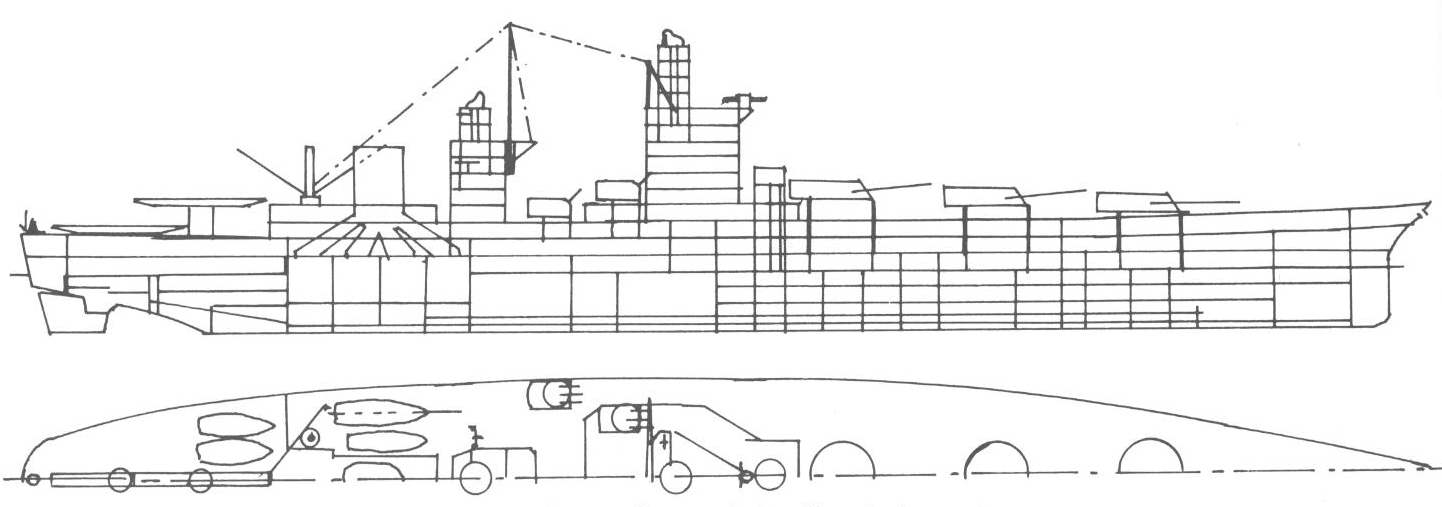
Schema del progetto A, la prima proposta per la realizzazione delle future North Carolina; la soluzione che vedeva tutte le torri dei cannoni concentrate a prua non ebbe seguito

I trattati di Washington e Londra condizionarono notevolmente la progettazione delle unità classe North Carolina, con conseguenti lunghe discussioni tra i progettisti su come incorporare le specifiche formulate dalla US Navy rimanendo comunque entro il limite delle 35 000 long ton di dislocamento standard.
Il General Board iniziò i preparativi per la realizzazione della nuova classe di navi da battaglia nel maggio-luglio 1935, e tre progetti furono portati alla sua attenzione. Il progetto A prevedeva un'unità di 32 150 long ton (32 670 tonnellate), armata con nove cannoni da 356 mm distribuiti in tre torri triple tutte collocate sul ponte principale a prua della torre di comando; la velocità massima della nuova unità sarebbe stata di 30 nodi e la corazzatura spessa abbastanza da resistere a colpi da 356 mm. I progetti B e C superavano entrambi le 36 000 long ton (37 000 tonnellate) di dislocamento, prevedevano entrambi una velocità massima di 30,5 nodi e una corazzatura sempre capace di resistere ai colpi da 356 mm; le principali differenze risiedevano nell'armamento, con il progetto B che prevedeva dodici cannoni da 356 mm in torri triple e il C che prevedeva otto nuovi cannoni da 406 mm in torri binate. Il progetto A era il solo a rimanere sotto il limite di dislocamento previsto dal trattato di Washington e riaffermato dal tratto di Londra, ma quando il Bureau of Ordnance (responsabile della progettazione degli armamenti dell'US Navy) diede la sua approvazione alla costruzione del nuovo cannone da 406 mm il progetto venne rivisto per rendere la protezione della nave sufficiente a resistere ai colpi da 406 mm, con conseguente grave aumento del dislocamento complessivo.
Sebbene tutti e tre i progetti preliminari prevedessero la realizzazione di una "nave da battaglia veloce", il General Board non si dimostrò particolarmente interessato a un design che sviluppasse le velocità più elevate. L'ente si rivolse al Naval War College, chiedendo la sua opinione circa il fatto se la nuova classe di navi da battaglia dovesse avere una velocità massima "convenzionale" di 23 nodi con una batteria di nove cannoni da 406 mm, o piuttosto dovesse essere basata sulle proposte dei progetti A, B o C.

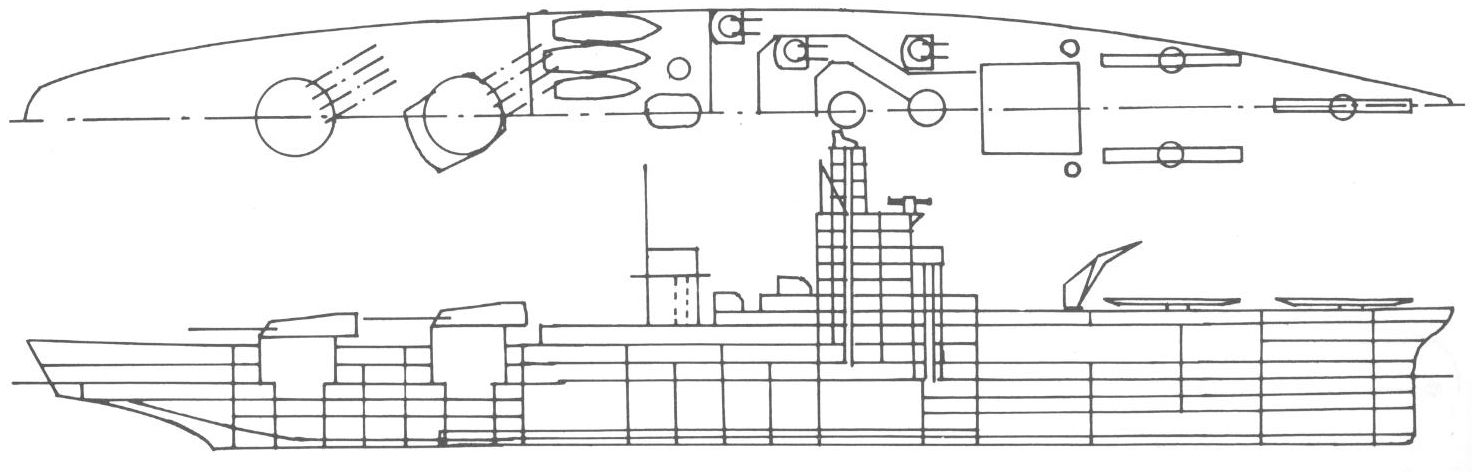
Schema dell'originale progetto F, ibrido corazzata-portaerei, con le torri d'artiglieria spostate a poppa e la prua dotata di tre catapulte per il lancio di idrovolanti

Altri cinque distinti progetti vennero elaborati nel tardo settembre 1935, caratterizzati da velocità variabili tra 23 e 30,5 nodi, artiglieria composta da otto o nove cannoni da 356 o 406 mm e un dislocamento standard compreso tra 31 500 e 40 500 long ton. I progetti D ed E erano tentativi di realizzare una nave da battaglia veloce armata di pezzi da 406 mm e corazzata a sufficienza da resistere a colpi del medesimo calibro, ma dove il dislocamento superava largamente i limiti posti dal trattato di Washington. Il progetto F era un tentativo radicale di realizzare un ibrido tra una corazzata e una portaerei, con tre catapulta per aerei montate a prua e un hangar interno capace di ospitare una decina di velivoli, mentre a poppa erano collocati otto cannoni da 356 mm in due torri quadruple: l'idea ottenne il favore del presidente Franklin Delano Roosevelt ma non quello della Marina, visto che gli idrovolanti lanciabili dalle catapulte avevano complessivamente prestazioni inferiori a quelle dei velivoli delle portaerei o di base a terra, e il progetto non ebbe alcun seguito. I progetti G e H prevedevano una corazzata "convenzionale" con velocità inferiore ai 23 nodi e armata con nove cannoni da 356 mm; in particolare, il progetto H venne indicato dalla sezione analisi preliminari del Bureau of Construction and Repair (l'ente supervisore della costruzione delle unità della US Navy) come una soluzione molto ben bilanciata nelle sue caratteristiche, ma il General Board si orientò infine verso la realizzazione di una corazzata veloce e tanto il progetto H quanto il G vennero accantonati.
Tutti questi studi misero in luce la difficoltà dei progettisti a rimanere entro il limite delle 35 000 long ton di dislocamento standard. La realizzazione di una corazzata veloce, capace di toccare i 30 nodi di velocità massima, obbligava necessariamente ad adottare un armamento più leggero e una corazzatura più sottile di quelli portati dalle navi da battaglia in servizio all'epoca con le altre marine militari; in alternativa, si poteva optare per una velocità massima più bassa e una batteria di cannoni di calibro maggiore, ma installare contemporaneamente una corazzatura sufficiente a resistere ai colpi dei nuovi cannoni da 406 mm diventava estremamente difficile. Altri cinque studi preliminari furono elaborati nell'ottobre 1935, basati sul progetto A ma con una maggiore corazzatura o su una versione in scala ridotta del progetto B; tutti questi studi presentavano un armamento di calibro 356 mm e una velocità di punta di almeno 30 nodi. Due progetti furono subito scartati perché troppo pesanti e dotati di una corazzatura troppo leggera. Il progetto K presentava una cintura corazzata spessa 380 mm e un ponte corazzato spesso 133 mm, che garantivano alla nave una "zona di immunità" dai colpi da 356 mm sparati a distanze comprese tra i 17 e i 27 chilometri; il progetto fu apprezzato dai costruttori navali, ma il suo dislocamento standard era di esattamente 35 000 long ton e questo non garantiva alcun margine di tolleranza per eventuali errori di progettazione, modifiche o ammodernamenti successivi. I progetti L ed M, infine, presentarono come principale innovazione l'adozione di torri d'artiglieria quadruple (come quelle portate dalle unità francesi classe Dunkerque in quel momento in costruzione), il che consentiva di risparmiare peso pur mantenendo un armamento di dodici bocche da fuoco.
Molti ufficiali della US Navy supportavano l'idea di costruire tre o quattro corazzate veloci, dedicate alla scorta dei gruppi di portaerei e al contrasto degli incrociatori da battaglia giapponesi classe Kongo; tra questi ufficiali si contavano l'allora Chief of Naval Operations ammiraglio William Harrison Standley, il presidente del Naval War College ammiraglio William S. Pye, una leggera maggioranza (9 contro 7) degli ufficiali anziani al comando delle forze navali, e cinque o sei degli ufficiali addetti alla pianificazione strategica della War Plans Division. Viste le raccomandazioni avanzate da questi soggetti di peso, il General Board selezionò infine il progetto K come base per i successivi sviluppi.

### Progetto finale

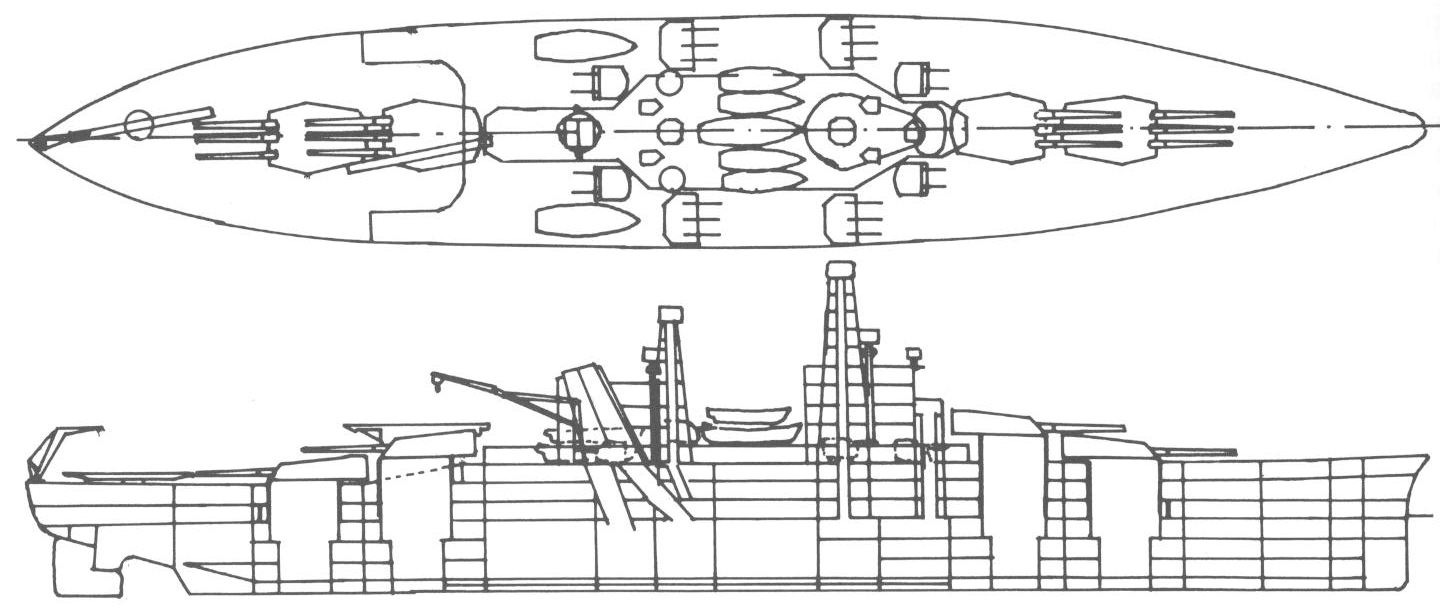
Schema del progetto VII: l'unità finale sarebbe risultata una nave bene armata e corazzata, ma dotata di una modesta velocità massima di 22 nodi che fu giudicata completamente inadeguata

A partire dal design del progetto K furono sviluppati almeno 35 progetti esecutivi finali (numerati in cifre romane da "I" a "XVI-D"), i primi cinque dei quali completati il 15 novembre 1935. Questi progetti iniziarono ad adottare le cosiddette riduzioni di peso "di carta", ovvero non conteggiando nel limite di 35 000 long ton certi pesi che non erano specificamente ricomprendibili nella definizione di "dislocamento standard": ad esempio, sebbene i depositi di munizioni della nave fossero progettati per ospitare 100 colpi per ogni cannone principale ma con la previsione di imbarcare ulteriori 100 colpi addizionali, questi ultimi non erano conteggiati nel limite di peso.
I progetti finali differivano grandemente l'uno dagli altri in tutto salvo che nel dislocamento standard e nella velocità massima. Solo uno solo superava il limite di dislocamento imposto dai trattati, mentre tutti gli altri dichiaravano un dislocamento standard di esattamente 35 000 long ton. Solo cinque dei progetti prevedevano una velocità massima inferiore ai 27 nodi, e di questi solo uno scendeva sotto i 26,5 nodi: il progetto VII, che accettando una velocità di appena 22 nodi puntava invece sull'imbarcare una potenza di fuoco massima (dodici cannoni da 356 mm in quattro torri triple) e un elevato livello di corazzatura; il progetto VII prevedeva una potenza dell'apparato motore piuttosto ridotta, pari a 50 000 cavalli vapore all'albero di trasmissione (37 000 kW), e una lunghezza fuori tutto dello scafo di soli 200 metri. La maggior parte degli altri progetti prevedeva uno scafo lungo 220 o 221 metri, sebbene alcuni di essi avessero lunghezze comprese tra 200 e 210 metri; furono esaminati diversi tipi di combinazioni dei pezzi d'artiglieria principali, tra cui otto, nove dieci, undici e dodici cannoni da 356 mm; fu inoltre contemplata la possibilità di installare otto cannoni da 356 mm in due torri quadruple, e uno dei progetti si spinse fino a prevedere due torri quadruple di pezzi da 406 mm.
Un progetto in particolare, il numero XVI, prevedeva un'unità dalla velocità massima di 27 nodi, uno scafo lungo 218 metri, un armamento di dodici cannoni da 356 mm e una corazzatura composta da una cintura spessa 284,5 mm e un ponte spesso tra 130 e 142 mm. Il progetto venne presentato il 20 agosto 1936, ma il Bureau of Ordnance vi individuò diversi problemi: ad esempio, i test eseguiti sul modello mostrarono che, ad alte velocità, le onde generate dallo scafo lasciavano alcune parti inferiori della nave, anche intorno ai magazzini delle munizioni, scoperte tanto dall'acqua che da un'adeguata corazzatura, una situazione grave visto che il Bureau riteneva che questa parte dello scafo fosse facilmente raggiungibile da colpi nemici combattendo a distanze comprese tra 18 e 27 chilometri. Altri problemi includevano la protezione da bombe sganciate da aerei, visto che il Bureau ritenne come non realistica la formula usata per calcolare la resistenza della corazzatura a questa minaccia, e la rastremazione della paratia di prua sotto la linea di galleggiamento, che poteva peggiorare gli effetti causati da colpi subacquei visto che la prua, per lo più non corazzata, poteva essere facilmente penetrata. Le soluzioni proposte per correggere questi difetti si rivelarono tutte impraticabili: aggiungere piastre di corazzatura attorno ai magazzini delle munizioni riduceva l'efficacia del sistema di difesa dai siluri della nave, ed estendere la cintura corazzata verso prua e poppa avrebbe posto la nave sopra il limite delle 35 000 long ton di dislocamento. Il General Board espresse un parere negativo sul progetto, bollandolo come «non una vera nave da battaglia» visti i suoi problemi di protezione e velocità.

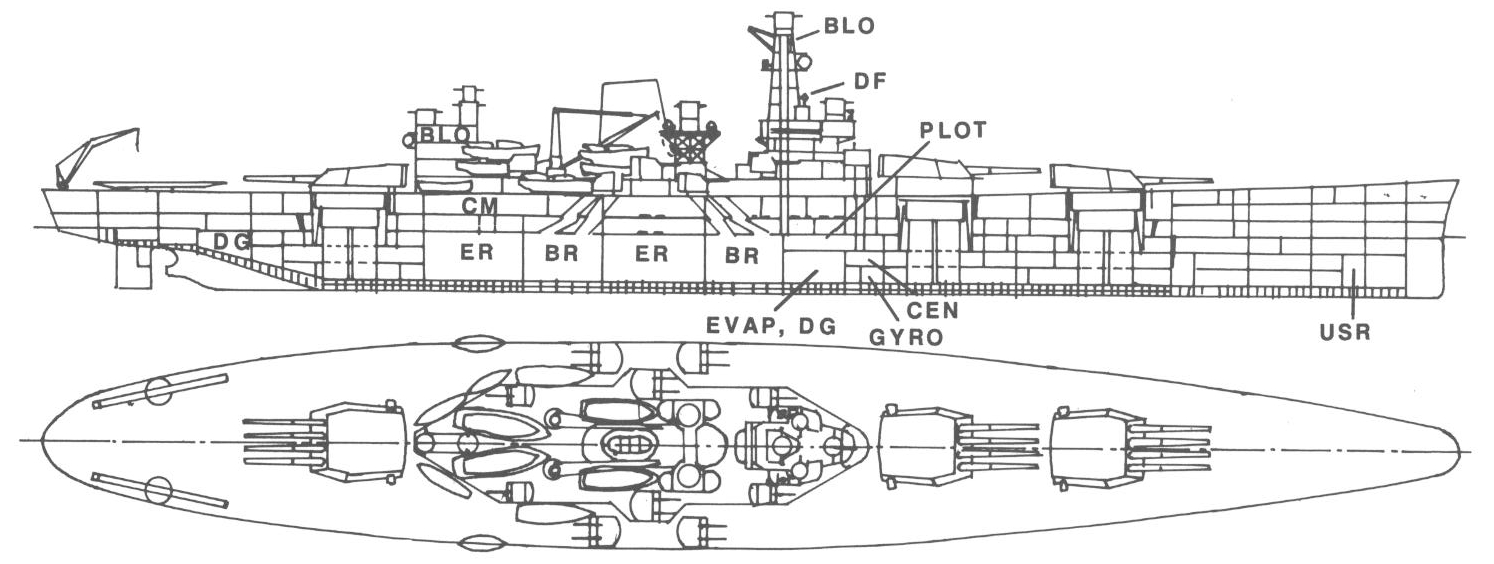
Schema del progetto XVI, preso come base per il progetto finale delle North Carolina

Per risolvere questi problemi, nell'ottobre 1936 venne presentato un insieme di progetti derivati dal XVI e designati come "XVI-B", "XVI-C" e "XVI-D". Questi prolungavano la lunghezza dello scafo di altri 3,4 metri al fine di garantire una maggiore velocità, ma il conseguente aumento di peso dovette essere compensato riducendo a undici i cannoni da 356 mm e a 260 mm lo spessore della cintura corazzata; eliminando un altro cannone si poteva incrementare lo spessore della cintura a 343 mm, ed eliminandone un altro si poteva incrementare la velocità massima e ispessire la cintura di altri 25 mm. Quest'ultima soluzione, il progetto XVI-C, incontrò il favore del General Board, che vedeva in esso una nave abbastanza protetta per combattere - e sopravvivere - in una linea di battaglia formata con le vecchie corazzate già in servizio nella US Navy, pur avendo anche abbastanza velocità per operare in una forza distaccata di portaerei o in gruppi di incrociatori dedicati all'attacco al traffico commerciale.
Un membro del Board, l'ammiraglio Joseph M. Reeves, si espresse invece contro il progetto XVI-C, sostenendo che la nave risultante non era comunque sufficientemente veloce per operare con le nuove portaerei (capaci di una velocità massima di 33 nodi) né era così potente da giustificare i costi per la sua realizzazione. Al suo posto, Reeves propose di tornare al vecchio progetto XVI aggiungendovi placche corazzate addizionali per proteggere i magazzini delle munizioni da colpi in arrivo al di sopra o al di sotto della linea di galleggiamento da 17 chilometri e più di distanza. Nonostante il resto del Bureau caldeggiasse ancora l'adozione del progetto XVI-C, Reeves riuscì a convincere il Chief of Naval Operations ammiraglio Standley ad approvare infine il progetto XVI nella sua nuova forma modificata; l'unica modifica che Stadley pretese di inserire fu la previsione di poter sostituire le torri quadruple da 356 mm con torri triple da 406 mm qualora se ne fosse presentata la necessità.
Con i nuovi parametri previsti il progetto XVI funse quindi da base per la costruzione delle North Carolina, nonostante ulteriori avanti e indietro sui dettagli finali del progetto. Come tuttavia ebbe modo di rimarcare lo storico Norman Friedman: «Il punto di questa storia piuttosto lunga e irregolare del progetto è che, sebbene si possano vedere le North Carolina [come effettivamente costruite] in molti di questi design, in realtà non fu così. Il General Board non fu mai del tutto sicuro su cosa fosse disposto a rinunciare per ottenere un qualche tipo di nave entro il dislocamento limitato fissato dai trattati. [...] La veloce nave da battaglia con nove cannoni e una velocità di 30 nodi, ma con una buona protezione, fu infine respinta a favore di una nave che sacrificava sia la velocità che la protezione a favore della potenza di fuoco, una combinazione senza precedenti nello sviluppo delle corazzate statunitensi».

### La "clausola di escalation"

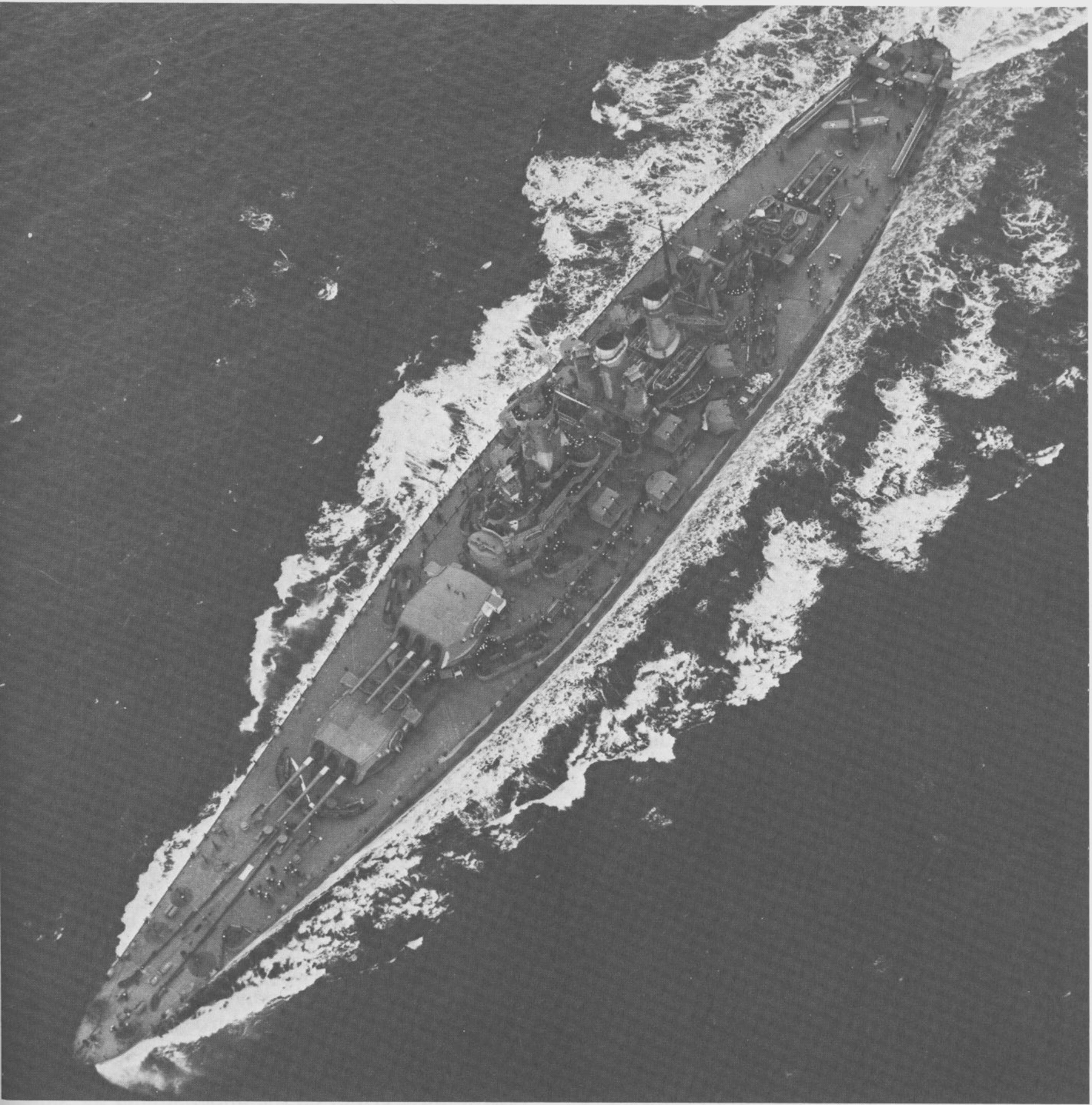
La North Carolina fotografata dall'alto nel 1942

Sebbene il trattato navale di Londra stabilisse che le navi da battaglia non potevano portare cannoni di calibro superiore a 14 pollici (356 mm), i negoziatori statunitensi ottennero di inserire nel testo dell'accordo una "clausola di escalation" da attivare qualora una delle altre potenze navali firmatarie del trattato di Washington avesse rifiutato di attenersi a questo nuovo limite. In base a questa clausola le potenze firmatarie del trattato di Londra (Stati Uniti, Regno Unito e Francia) si riservavano il diritto di aumentare il limite del calibro delle bocche da fuoco a 16 pollici (406 mm) qualora le altre due potenze (Giappone e Italia) avessero rifiutato di aderire al trattato entro il 1º aprile 1937; fu questa la ragione che spinse l'ammiraglio Standley a imporre la possibilità di modificare l'armamento principale nel progetto delle North Carolina, anche qualora le unità stesse fossero state nel frattempo impostate. Il Giappone respinse formalmente il limite dei 14 pollici il 27 marzo 1937 consentendo agli Stati Uniti di poter invocare la "clausola di escalation", sebbene vi fossero ancora degli ostacoli da superare. Il presidente Roosevelt era sottoposto a forti pressioni politiche e, come risultato, era riluttante ad autorizzare l'adozione dei pezzi da 16 pollici, come espresse chiaramente in una lettera al segretario della Marina Claude Augustus Swanson: «Non voglio che gli Stati Uniti siano la prima potenza navale ad adottare il cannone da 16 pollici. [...] Data l'importanza internazionale del fatto che gli Stati Uniti non sono stati i primi a modificare i principi sanciti dai trattati di Washington e di Londra, mi sembra che i piani per le due nuove corazzate debbano contemplare [...] i cannoni da 14 pollici». In aggiunta, si temeva che l'attivazione della clausola potesse danneggiare gravemente le relazioni con il Giappone ed essere il pretesto per innescare un'altra grande corsa agli armamenti navali.
L'ammiraglio Reeves era invece un forte sostenitore dell'adozione dei cannoni più pesanti. In una lettera inviata al segretario Swanson (e indirettamente a Roosevelt), Reeves sostenne che il maggior potere di penetrazione delle corazzature dato dai cannoni da 406 mm era di fondamentale importanza, citando a suo sostegno l'esempio della battaglia dello Jutland nella prima guerra mondiale: nel corso dello scontro, diverse navi da battaglia erano state capaci di sopravvivere anche a dieci o dodici colpi di grosso calibro, ma alcuni incrociatori da battaglia erano saltati in aria dopo aver incassato fra tre e sette colpi di grosso calibro che avevano penetrato le loro più sottili corazzature poste a protezione dei depositi di munizioni o delle torri d'artiglieria. Reeves sostenne anche che i cannoni più grandi avrebbero favorito il "tiro indiretto" in quel momento in fase di sviluppo, in cui gli aerei venivano utilizzati per trasmettere informazioni di mira alle corazzate alleate in modo che potessero bombardare bersagli che erano fuori dalla loro vista o oltre l'orizzonte.
In ultimo tentativo di evitare l'attivazione della clausola di escalation, il segretario di Stato Cordell Hull telegrafò all'ambasciatore statunitense a Tokyo Joseph Grew istruendolo che gli Stati Uniti avrebbero comunque accettato il limite dei 14 pollici per i cannoni se fosse riuscito a convincere anche il Giappone a fare altrettanto. Il governo nipponico rispose che avrebbe accettato tale limite solo se anche il numero complessivo di navi da battaglia fosse stato limitato, in particolare prevedendo che Giappone, Stati Uniti e Regno Unito avessero tutti lo stesso esatto numero di unità; una proposta che né il governo di Washington né quello di Londra erano disposti ad accettare. Il 24 giugno 1937 le due North Carolina erano state ordinate con il previsto armamento di cannoni da 356 mm in torri quadruple, ma il 10 luglio seguente Roosevelt stesso ordinò che le unità venissero invece dotate di torri triple con cannoni da 406 mm. Ciò obbligò il Bureau of Construction and Repair a operare ulteriori modifiche al progetto, in particolare per spostare in avanti il baricentro longitudinale delle unità per compensare il peso aggiuntivo del nuovo armamento; le somme di tutti i pesi della nave non furono complete fino a ottobre e la pianificazione aggiuntiva proseguì fino a febbraio 1938, obbligando il segretario della Marina ad autorizzare un'estensione di un mese del periodo di costruzione di entrambe le navi spostando la data stimata di completamento al 1º febbraio 1942.

## Caratteristiche

### Scafo

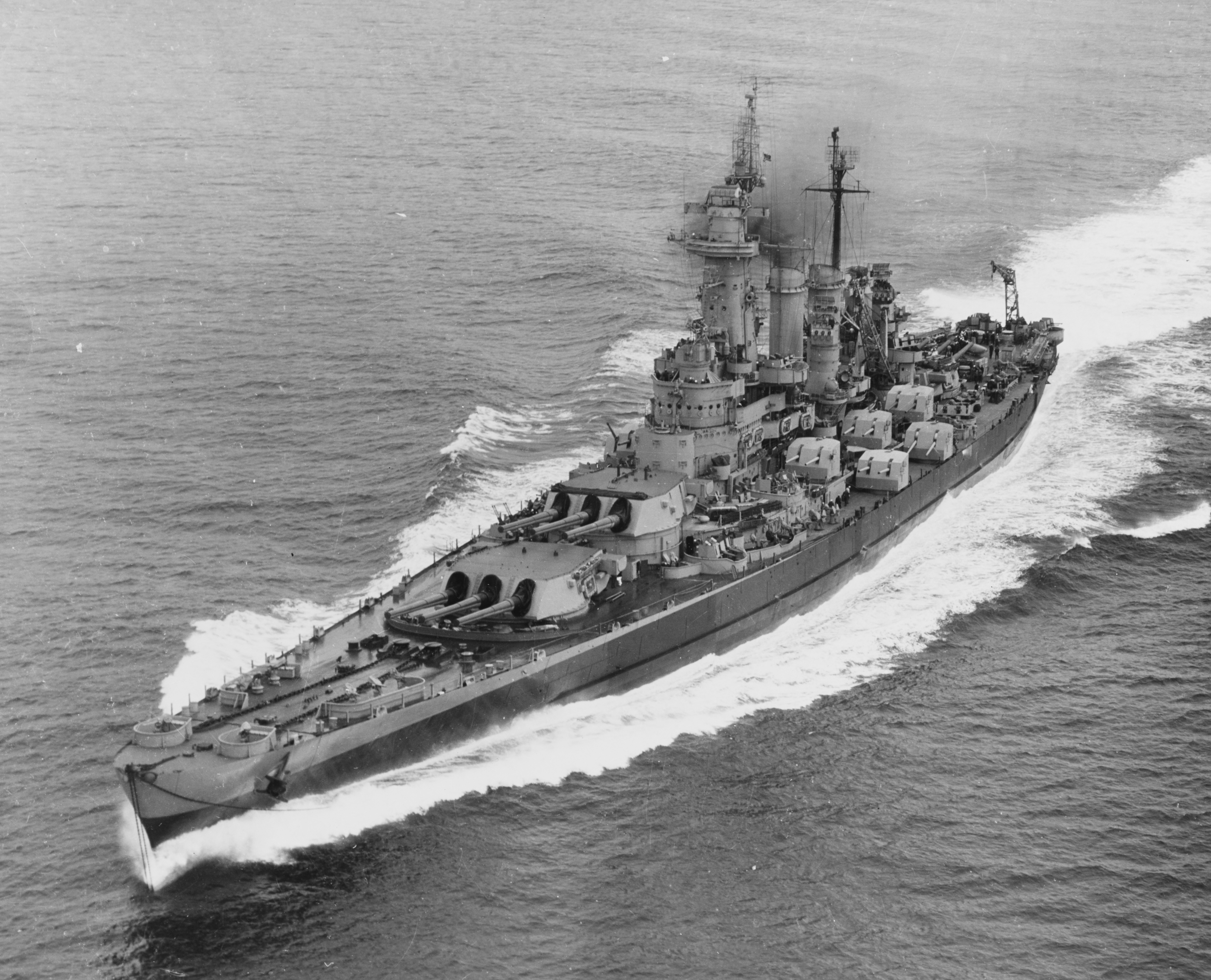
La Washington in navigazione nel settembre 1945

Lo scafo della prima unità della classe, la North Carolina, presentava una lunghezza alla linea di galleggiamento di 217,46 metri e una lunghezza fuori tutto di 222,113 metri, per una larghezza massima di 33,017 metri e un pescaggio massimo di 10,82 metri; il dislocamento standard ammontava, nel 1942, a 37 200 tonnellate mentre quello a pieno carico di combattimento raggiungeva le 45 500 tonnellate, salite a 47 400 nel 1945 in ragione delle sopravvenute modifiche alle dotazioni della nave. L'altezza metacentrica si aggirava sui 2,53 metri. La seconda unità della classe, la Washington, presentava dimensioni leggermente diverse, con una lunghezza alla linea di galleggiamento di 217,53 metri e una lunghezza fuori tutto di 222,19 metri, mentre il dislocamento a pieno carico raggiungeva, nel 1945, le 46 100 tonnellate. Al momento dell'entrata in servizio le due unità disponevano di un equipaggio di 1 880 uomini, di cui 108 ufficiali e 1 772 sottufficiali e marinai; nel 1945, in ragione del considerevole incremento dell'armamento antiaereo, l'equipaggio era salito a 2 339 uomini di cui 144 ufficiali e 2 195 sottufficiali e marinai.
Lo scafo delle North Carolina presentava un bulbo di prua e aveva un disegno della poppa insolito per l'epoca, con i due alberi di propulsione interni posizionati nei calcagnoli. Questa sistemazione era stata scelta al fine di migliorare le condizioni del flusso dell'acqua alle eliche, dopo che test eseguiti in vasca sul modello delle unità avevano suggerito una riduzione della resistenza dell'acqua, sebbene successivi test eseguiti durante la progettazione delle corazzate classe Montana suggerirono all'opposto un aumento della resistenza dato da questa configurazione. I calcagnoli miglioravano la resistenza strutturale della poppa fungendo da travi, e fornivano anche continuità strutturale per le paratie anti-siluri; all'opposto, i calcagnoli contribuirono anche a gravi problemi di vibrazione degli scafi, che richiesero test approfonditi e modifiche per essere mitigati. Il problema era particolarmente acuto nella zona vicino alla direzione di tiro della batteria principale di poppa, al punto da richiedere l'aggiunta di rinforzi aggiuntivi a causa delle vibrazioni. Tuttavia, la sistemazione degli alberi in calcagnoli fu migliorata e incorporata nei progetti di tutte le successive corazzate statunitensi, con i problemi di vibrazione in gran parte eliminati già a partire corazzate della classe Iowa.

### Armamento

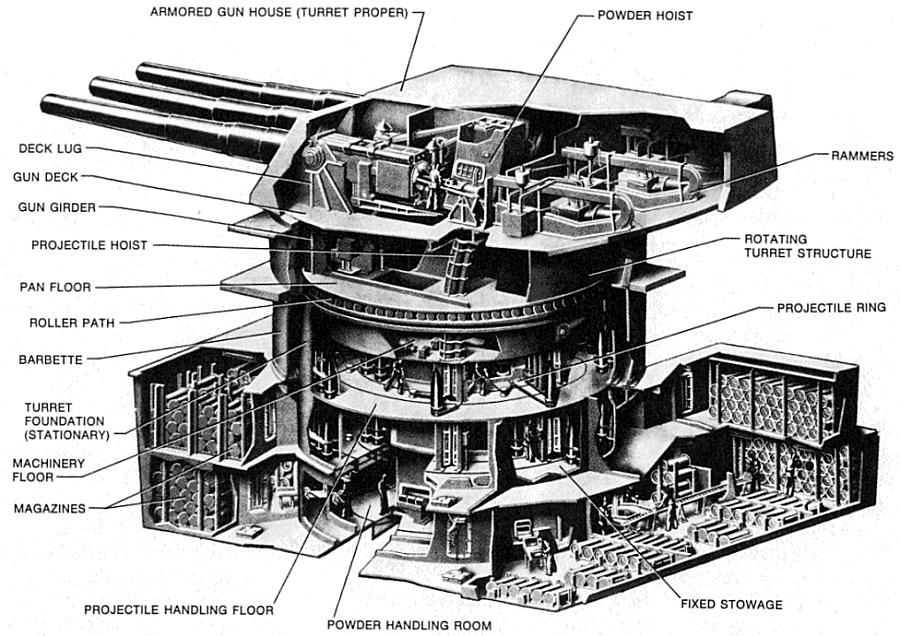
Spaccato di una torre di cannoni da 406 mm delle North Carolina

Le unità classe North Carolina avevano come armamento principale nove cannoni da 406/45 mm Mark 6: montato anche dalle successive unità classe South Dakota, il pezzo era una versione migliorata di quello già installato sulle precedenti classe Colorado (le ultime corazzate della US Navy entrate in servizio prima dell'approvazione del trattato di Washington) ed era stato modificato in particolare per poter sparare la nuova munizione perforante da 1 200 chili sviluppata recentemente dal Bureau of Ordnance. A pinea carica di lancio e con una canna nuova il pezzo poteva sparare un proiettile alla velocità alla volata di 700 m/s, che scendeva a 550 m/s se veniva usata una carica di lancio ridotta. La canna dei pezzi Mark 6 doveva essere sostituita dopo aver sparato approssimativamente 395 colpi del tipo perforante, ma se venivano usale solo munizioni di addestramento la vita della canna saliva considerevolmente a 2 860 colpi prima della sostituzione. I pezzi erano collocati in tre torri triple lungo l'asse centrale della nave, due a prua sovrapposte e una a poppa; ruotando alla velocità di quattro gradi al secondo, ciascuna torre poteva essere brandeggiata per 150° su ciascun lato della nave. I pezzi avevano un'elevazione massima di 45°; le torri uno e tre potevano abbassare le bocche da fuoco a una depressione di -2°, ma la torre numero due (la sopraelevata di prua) non poteva dare alcuna depressione ai suoi pezzi. Alzati all'elevazione massima i pezzi potevano sparare un proiettile perforante alla distanza di 33 700 metri, mentre impiegando i proiettili convenzionali ad alto esplosivo la gitta massima saliva a 37 000 metri.
Come armamento secondario, le North Carolina portavano dieci torrette chiuse armate ciascuna con due cannoni da 127/38 mm Mark 12: originariamente progettati per essere l'armamento principale delle classi di cacciatorpediniere statunitensi realizzate negli anni 1930, i pezzi da 127/38 Mark 12 si rivelarono così efficaci da essere installati su una miriade di unità statunitensi, incluse tutte le navi maggiori e molte delle navi minori costruite tra il 1934 e il 1945; il Bureau of Ordnance considerava il pezzo come «altamente affidabile, robusto e preciso». Il 127/38 Mark 12 era un pezzo a doppio scopo antinave/antiaereo, con eccellenti prestazioni tanto nel primo quanto nel secondo campo: come dimostrato da test eseguiti da bordo della stessa North Carolina nel 1941, il cannone poteva abbattere un aereo in volo alla quota di 12 000-13 000 piedi (3 700-4 000 metri), circa il doppio della distanza raggiunta da precedente cannone da 127/25 mm adottato come armamento antiaereo delle unità statunitensi realizzate negli anni 1920. Il pezzo poteva sparare un proiettile alla velocità alla volata di 760–790 m/s, con una vita media di 4 600 colpi prima della sostituzione della canna. Le torrette dei pezzi da 127/38 mm erano raggruppate, cinque per lato, intorno ai due fumaioli centrali della nave, con due di esse collocate direttamente sul ponte principale e le altre tre appoggiate su una tuga sopraelevata alle precedenti. Le torrette garantivano una depressione massima di -15° e un'elevazione massima di 85°.

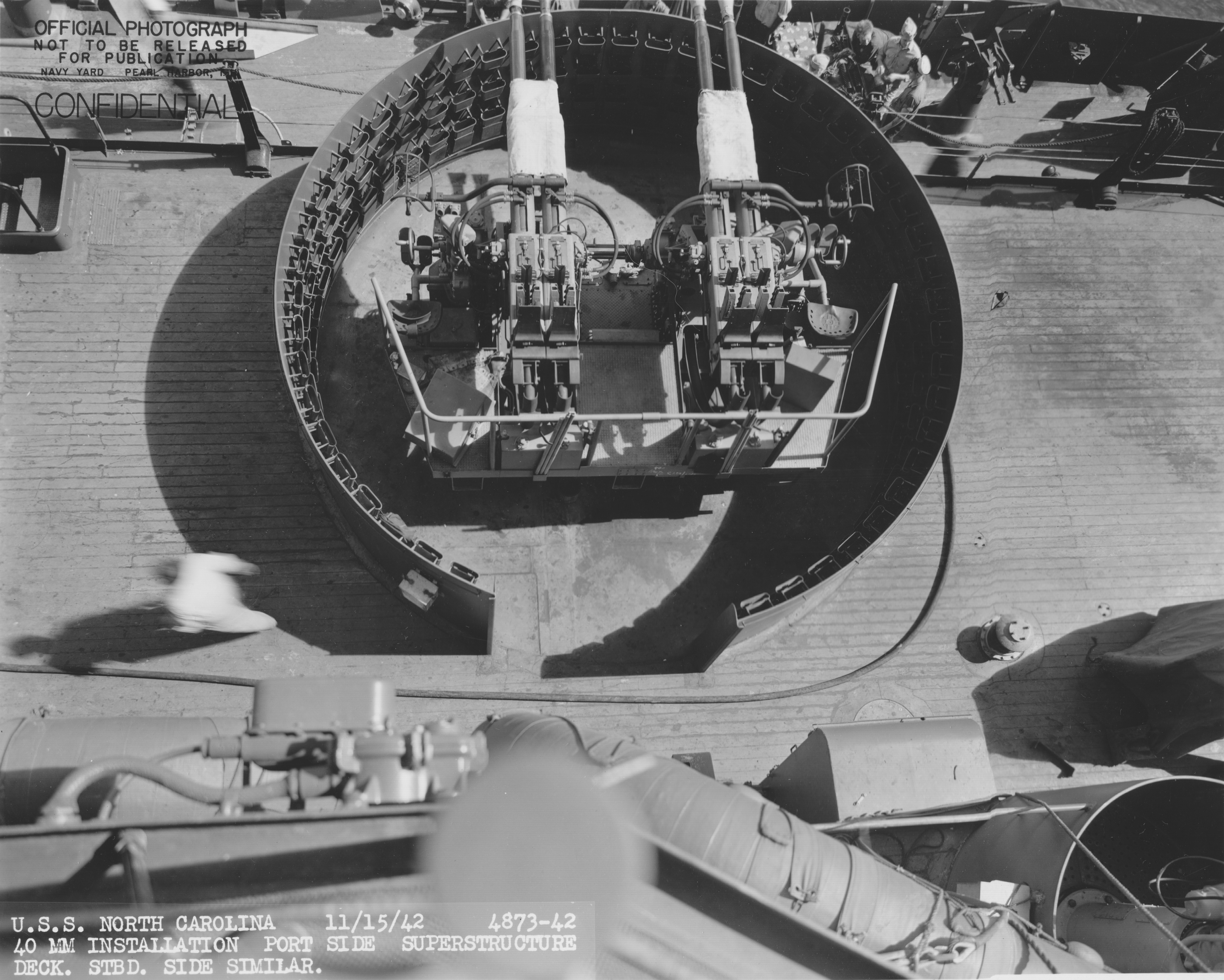
Una coppia di impianti binati Bofors 40 mm a bordo della North Carolina

L'armamento antiaereo leggero a tiro rapido si componeva inizialmente di quattro impianti quadrupli di mitragliere da 28/75 mm e dodici mitragliatrici Browning M2 calibro 12,7 mm, distribuiti sulle sovrastrutture; questa dotazione si rivelò troppo leggera nel prosieguo della seconda guerra mondiale e venne pertanto progressivamente potenziata. Poco dopo l'entrata in servizio, su entrambe le unità della classe furono aggiunti altri due impianti quadrupli di mitragliere da 28/75 mm, che presero il posto di altrettanti proiettori da ricerca collocati a centro nave. Mentre veniva riparata per i danni riportati in un siluramento subito nel settembre 1942, la North Carolina sbarcò tutti gli impianti da 28/75 mm e li sostituì con dieci impianti quadrupli di cannoni Bofors 40 mm, più potenti e affidabili; al giugno 1943 gli impianti erano stati portati a quattordici, con un quindicesimo aggiunto nel novembre dello stesso anno. La Washington mantenne i 28/75 mm fino alla metà del 1943, quando anch'essi furono sbarcati e sostituiti con dieci impianti quadrupli di Bofors 40 mm; all'agosto dello stesso anno anche la Washington raggiunse il totale di quindici impianti come sulla North Carolina, armamento portato fino alla fine della guerra.
Le mitragliatrici Browning si rivelarono avere una gittata e un potere d'arresto troppo ridotti per fronteggiare i velivoli da combattimento dell'epoca e fu ben presto deciso di sostituirle con un egual numero di più potenti mitragliere da 20 mm Oerlikon, sebbene questa modifica non fu inizialmente implementata del tutto. Nella pratica, tanto la North Carolina che la Washington portarono per gran parte del 1942 una combinazione delle due armi: all'aprile di quell'anno la prima nave aveva un totale di 40 Browning e 12 Oerlikon, mentre sulla seconda vi erano 20 Browning e 12 Oerlikon. Nel settembre seguente la Washington imbarcò altre 20 Oerlikon, ma poco dopo cinque di esse furono rimosse unitamente a tutte le Browning quando furono aggiunti i due ulteriori impianti di mitragliere da 28/75 mm; durante i lavori di riparazione per il siluramento di settembre 1942, la North Carolina sbarcò tutti gli impianti di Browning rimasti e li rimpiazzò con sei Oerlikon addizionali. All'aprile 1943 il totale delle Oerlikon era salito a 64 sulla Washington, mentre al marzo 1944 la North Carolina portava 53 Oerlikon; alla conclusione delle ostilità nell'agosto 1945, entrambe le unità avevano a bordo un totale di otto impianti binati di Oerlikon, che sulla North Carolina si sommavano a venti impianti singoli e sulla Washington a un impianto quadruplo e 63 impianti singoli.

### Impianti elettronici

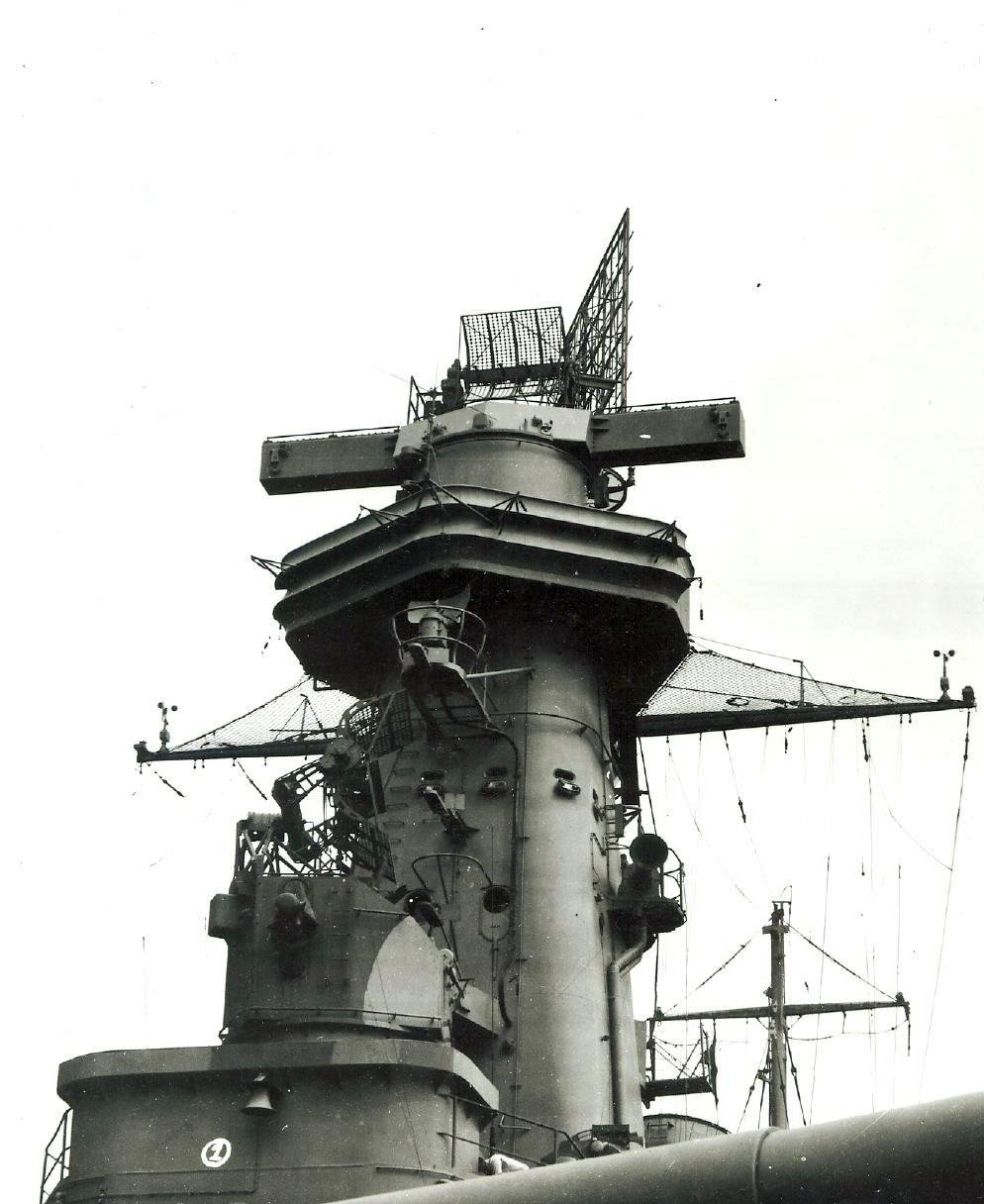
L'albero della Washington fotografato nell'aprile 1942, con alla sua sommità l'antenna del radar di scoperta di superficie SG

Entrambe le North Carolina furono progettate prima che il radar diventasse una tecnologia di uso comune, e pertanto per il calcolo delle distanze furono dotate in origine di vari telemetri ottici sia per quanto riguardava la direzione di tiro delle artiglierie che per la navigazione. I telemetri ottici iniziarono a essere eliminati tra la fine del 1941 e la metà del 1942 per fare spazio agli impianti di mitragliere Oerlikon, e già al momento dell'entrata in servizio le navi furono equipaggiate con i primi sistemi elettronici per il calcolo delle distanze: due direzioni di tiro tipo Mark 38 (comprensive tanto di un telemetro ottico quanto di un radar Mark 13) per le artiglierie principali, un radar CXAM per la scoperta dei bersagli aerei e due radar Mark 3 e tre Mark 4 per la direzione del fuoco delle artiglierie secondarie.
Nel novembre 1942 la North Carolina ricevette un ulteriore impianto radar Mark 4 oltre a un impianto SG per la scoperta dei bersagli di superficie. Nell'aprile 1944 la dotazione elettronica dell'unità capoclasse comprendeva un sistema radar SK per la scoperta dei bersagli aerei e un sistema SG per quella dei bersagli di superficie, un ulteriore impianto SG di riserva, un impianto Mark 8 per la direzione delle artiglierie principali e quattro impianti Mark 4 per le artiglierie secondarie, oltre a un più vecchio impianto Mark 3 di riserva; nel settembre dello stesso anno il radar SK fu rimpiazzato da un più evoluto SK-2, mentre i Mark 4 furono rimpiazzati da più moderni radar Mark 12 e 22. La Washington ricevette la medesima dotazione della gemella, salvo il fatto che non ebbe mai un impianto SK-2.
Ulteriori modifiche all'elettronica delle unità furono implementate prima della fine della guerra. Nell'agosto 1945 la North Carolina portava un radar SP per la scoperta di superficie e un SK-2 per la scoperta aerea, una direzione di tiro Mark 38 per le artiglierie principali dotata di radar Mark 13 e 27, una direzione di tiro Mark 37 per le artiglierie secondarie dotata di radar Mark 12, 22 e 32, e una direzione di tiro Mark 57 per le mitragliere antiaeree dotata di radar Mark 34. Nel marzo 1946, invece, la Washington era equipaggiata con un impianto SK, uno SR, due SG e un jammer TDY per il rilevamento degli impianti radar nemici.

### Propulsione

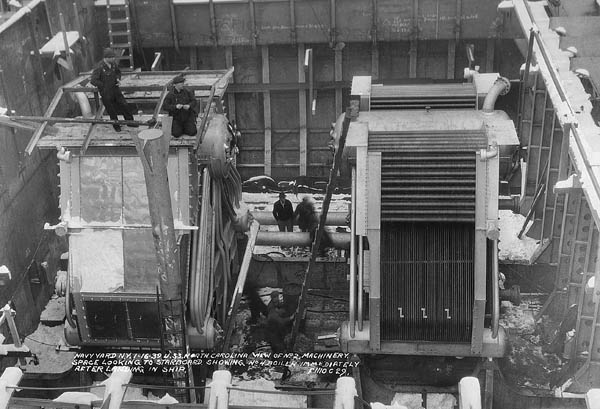
La sala macchine numero 2 della North Carolina fotografata durante la costruzione dell'unità; le due caldaie alloggiate nel locale sono appena state installate

Le due North Carolina erano equipaggiate con quattro turbine a vapore della General Electric, alimentate da otto caldaie della Babcock & Wilcox a tre cilindri; il sistema propulsivo incorporava diversi sviluppi recenti nell'attrezzatura delle turbine, compresi i riduttori a doppia elica e la tecnologia del vapore ad alta pressione. Le caldaie fornivano un vapore alla pressione di 3 960 kPa e alla temperatura di 454° C (in confronto, sulle più recenti classi di incrociatori statunitensi dell'epoca i medesimi valori si attestavano su 2 100 kPa e 300 °C). Grazie all'implementazione delle ultime migliorie tecniche la potenza complessiva dell'impianto salì da 115 000 shp (86 000 kW) a 121 000 shp (90 000 kW), ma a dispetto di questo incremento la velocità massima rimase quella fissata in sede di progettazione, ovvero 28 nodi: le migliorie furono incorporate tardi nel progetto dell'unità, le turbine che erano già state installate non potevano sfruttare appieno il vapore a pressione e temperatura più elevate e quindi il livello di efficienza non era così elevato come avrebbe dovuto essere.
Gli impianti del sistema propulsivo erano suddivisi tra quattro sale macchine, tutte disposte lungo l'asse centrale della nave; ogni locale conteneva una turbina e due caldaie, senza ulteriori divisioni tra i due tipi di macchinari: una disposizione volta a limitare il rischio di capovolgimento nel caso in cui la nave avesse dovuto subire forti allagamenti nelle sale macchine. Le sale macchine si alternavano nella loro disposizione: la prima e la terza sala macchine erano allestite con la turbina a dritta e le relative caldaie a babordo, disposizione invertita nella seconda e nella quarta sala. La sala macchine più avanti alimentava l'albero esterno di dritta, la seconda turbina azionava l'elica esterna sul lato sinistro, il terzo motore forniva energia all'elica interna di dritta e la quarta turbina guidava l'elica interna sul lato sinistro. Tutte e quattro le eliche erano a quattro pale: le due esterne avevano un diametro di 4,67 metri e le due interne di 5,067 metri. La virata era controllata tramite una coppia di timoni.
Al momento dell'entrata in servizio la velocità massima delle due unità era, come detto, di 28 nodi (52 km/h), ma nel 1945 essa era scesa a 26,5 nodi (49,6 km/h) per effetto delle aggiunte di armi ed equipaggiamento. L'incremento delle dotazioni portò anche a una riduzione dell'autonomia: nel 1941 le unità erano capaci di coprire 17 450 miglia nautiche (32 320 km) alla velocità di crociera di 15 nodi (28 km/h), ma nel 1945 l'autonomia alla velocità di crociera si era ridotta a 16 320 miglia (30 220 km). Procedendo a 25 nodi di velocità l'autonomia calava drasticamente a un massimo di 5 740 miglia (10 630 km).
L'energia elettrica era fornita da un totale di otto generatori: quattro erano turbogeneratori per uso navale, capaci di fornire ciascuno 1 250 kilowatt di corrente alternata a 450 volt, gli altri quattro erano generatori diesel che fornivano ciascuno 850 kilowatt; due ulteriori generatori diesel di emergenza potevano fornire 200 kilowatt in caso di danni al sistema principale.

### Protezione

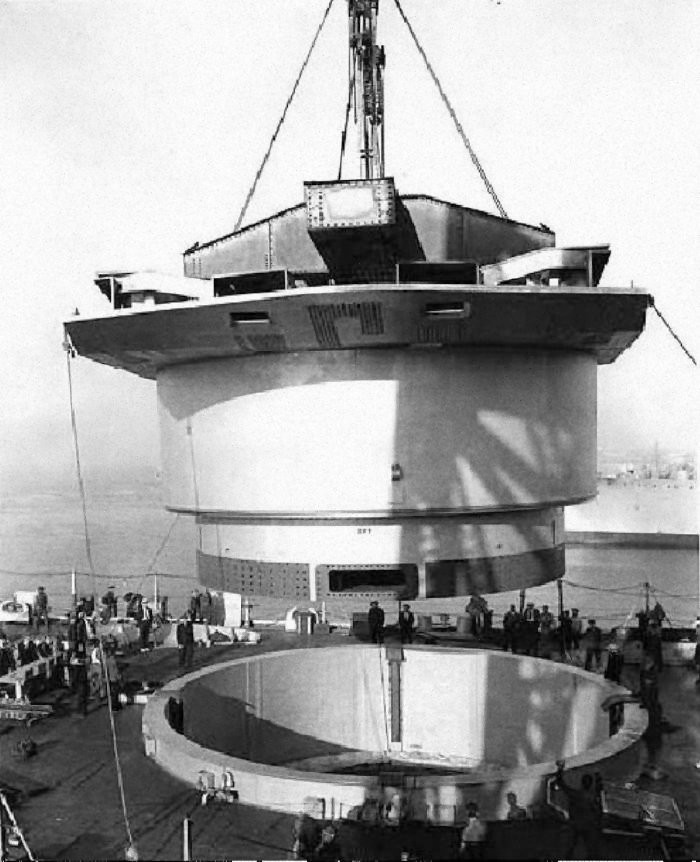
Una delle torri di cannoni da 406 mm della Washington mentre viene calata nel suo alloggiamento durante i lavori di costruzione dell'unità

Le North Carolina adottavano un sistema di protezione tipo "tutto o niente", con la corazzatura concentrata in una "cittadella centrale" che si estendeva da appena davanti alla prima torre di grosso calibro fino a poco dietro la torre più a poppa, lasciando tanto la prua quanto la poppa quasi del tutto prive di protezione; il peso della corazzatura rappresentava il 41% del dislocamento della nave. La cintura corazzata sui fianchi dell'unità era spessa 305 mm a centro nave, era inclinata di 15° ed era supportata da 19 mm di acciaio a trattamento speciale; lo spessore si rastremava fino a 152 mm sul bordo inferiore della cintura. Le unità avevano tre ponti corazzati: il ponte principale aveva uno spessore di 37 mm, il ponte sottostante aveva una corazzatura spessa 91 mm laminata con lastre di acciaio a trattamento speciale spesse 36 mm, e il terzo ponte aveva una blindatura spessa 16 mm. Il primo ponte era progettato per far esplodere i proiettili a innesco ritardato, mentre il secondo ponte più spesso avrebbe protetto gli interni delle navi; il terzo ponte aveva lo scopo di fornire protezione dalle schegge dei colpi che avrebbero potuto penetrare nel secondo ponte, oltre a fungere da supporto superiore per le paratie anti-siluri. La torre di comando era connessa alla cittadella corazzata da un tunnel di comunicazione dotato di una blindatura spessa 356 mm; lo spessore della blindatura della torre stessa variava da 406 mm su entrambi i fianchi a 373 mm per il fronte e il retro e 178 mm per il tetto.
Le torri dei cannoni principali erano massicciamente corazzate: il fronte aveva una blindatura spessa 406 mm (lo spessore massimo che l'industria era in grado di produrre all'epoca dell'impostazione delle unità), i fianchi 229 mm, il retro 300 mm e il tetto 178 mm; le torri avevano una barbetta spessa 373 mm sul fronte e 292 mm sul retro. Le torrette dei pezzi secondari da 127 mm, come pure loro riserve di munizioni, erano protette da piastre di acciaio a trattamento speciale spesse 50 mm.
Il sistema di protezione delle fiancate prevedeva cinque compartimenti stagni divisi da paratie anti-siluro interne e una controcarena anti-siluro esterna estesa per tutta la lunghezza della cittadella corazzata; la controcarena, i due compartimenti più esterni e il compartimento più interno erano vuoti, mentre i restanti due compartimenti erano pieni di liquidi. Il sistema di protezione si riduceva in profondità procedendo verso l'estrema prua e l'estrema poppa: in queste aree il quinto scompartimento era eliminato e vi erano invece uno scompartimento esterno vuoto e due spazi pieni di liquido, sostenuti da un altro scompartimento vuoto. Il sistema nel suo complesso si estendeva per una profondità di 5,64 metri, ed era progettato per resistere a esplosioni subacquee della potenza di 320 chilogrammi di tritolo. La protezione subacquea era poi integrata da un triplo fondo esteso per due metri: lo spazio inferiore era spesso un metro ed era tenuto pieno di acqua, mentre lo spazio subito sopra era vuoto. Anche il triplo fondo era pesantemente suddiviso per prevenire allagamenti catastrofici in caso di penetrazione dello strato superiore.

## Unità
| Nome           | Costruttore                 | Impostazione    | Varo           | Entrata in servizio | Destino finale |
| -------------- | --------------------------- | --------------- | -------------- | ------------------- | --- |
| North Carolina | New York Naval Shipyard     | 27 ottobre 1937 | 13 giugno 1940 | 9 aprile 1941       | Disarmata il 27 giugno 1947 e radiata dal servizio 1º giugno 1960; trasformata in nave museo il 29 aprile 1962 ed esposta in mare a Wilmington |
| Washington     | Philadelphia Naval Shipyard | 14 giugno 1938  | 1º giugno 1940 | 15 maggio 1941      | Disarmata il 27 giugno 1947 e radiata dal servizio 1º giugno 1960; venduta per la demolizione il 24 maggio 1961                                |

### Annotazioni
1. ↑  Il dislocamento standard è calcolato con la nave completamente allestita per prendere il mare e dotata di tutti i suoi equipaggiamenti di bordo, le munizioni e l'equipaggio al completo, ma senza il carburante e l'acqua di riserva per le caldaie.
2. ↑  A titolo di confronto, i progetti meno potenti tra gli altri presentati ("X-A", "XI-A" e "XI-B") prevedevano 112 500 cavalli vapore all'albero di trasmissione (83 900 kW). Vedi Friedman, pp. 254-255.

### Fonti
1. ↑  Friedman, pp. 181-182.
2. ↑  Friedman, pp. 182, 243.
3. ↑  Garzke & Dulin, pp. 3, 6.
4. ↑  Friedman, p. 243.
5. ↑  Friedman, p. 244.
6. ↑  Friedman, p. 248.
7. ↑  Friedman, pp. 246-250.
8. ↑  Friedman, pp. 247, 250–251.
9. ↑  Friedman, pp. 251-252.
10. ↑  Friedman, p. 252.
11. ↑  Friedman, pp. 254–255, 259.
12. ↑  Friedman, pp. 256, 261–263.
13. ↑  Friedman, p. 263.
14. ↑  Friedman, pp. 263, 265.
15. ↑  McBride, p. 416.
16. ↑  Friedman, pp. 265-269.
17. ↑  Friedman, pp. 262-263.
18. ↑  Muir, p. 25.
19. ↑  Muir, p. 26.
20. ↑  Muir, pp. 28, 34-35.
21. ↑  Garzke & Dulin, pp. 62-56.
22. ↑  Garzke & Dulin, p. 60.
23. ↑  (EN) Tony DiGiulian, 16"/45 (40.6 cm) Mark 6, su navweaps.com. URL consultato il 9 ottobre 2021.
24. ↑  (EN) Tony DiGiulian, 5"/38 (12.7 cm) Mark 12, su navweaps.com. URL consultato il 9 ottobre 2021.
25. ↑  Friedman, pp. 276-277.
26. ↑  Friedman, p. 277.
27. 1 2 3  Friedman, p. 276.
28. ↑  Garzke & Dulin, p. 56.
29. 1 2 3 4  Garzke & Dulin, p. 65.
30. 1 2  Whitley, p. 291.
31. ↑  Garzke & Dulin, pp. 52–53, 64.
32. ↑  Whitley, p. 290.
33. ↑  Garzke & Dulin, pp. 53-54.
34. ↑  Garzke & Dulin, pp. 54-55.
35. ↑  (EN) North Carolina III, su history.navy.mil (archiviato dall'url originale l'8 dicembre 2010).
36. ↑  (EN) Washington VIII, su history.navy.mil (archiviato dall'url originale l'8 luglio 2010).